# Minotetrastichus
Minotetrastichus is een geslacht van vliesvleugeligen uit de familie Eulophidae. De wetenschappelijke naam van dit geslacht is voor het eerst geldig gepubliceerd in 1977 door Kostjukov.

## Soorten
Het geslacht Minotetrastichus omvat de volgende soorten:
- Minotetrastichus frontalis (Nees, 1834)
- Minotetrastichus loxotoma (Graham, 1961)
- Minotetrastichus napomyzae (Domenichini, 1965)
- Minotetrastichus pallidocinctus (Gahan, 1932)
- Minotetrastichus platanellus (Mercet, 1922)
- Minotetrastichus prolongatus Graham, 1987
- Minotetrastichus treron Graham, 1987
- Minotetrastichus zeasmi Narendran, 2009